# Alopecosa fulvastra
Alopecosa fulvastra är en spindelart som beskrevs av Lodovico di Caporiacco 1955. Alopecosa fulvastra ingår i släktet Alopecosa och familjen vargspindlar.
Artens utbredningsområde är Venezuela. Inga underarter finns listade i Catalogue of Life.